# Kuntaur (LGA)
Kuntaur é uma das oito Áreas de Governo Local, na Gâmbia. Coincide em parte com a divisão de Central River. A capital é a cidade de Kuntaur.